# Antiquari
Un antiquari és la persona que es dedica a estudiar, col·leccionar o vendre coses antigues. Com a ofici o activitat comercial, l'antiquari es dedica, principalment, a adquirir, restaurar i revendre mobles, objectes d'art, elements decoratius o altres objectes antics, apreciats pel seu valor o qualitat.
El terme va canviar de sentit als voltants de la Primera Guerra Mundial, ja que abans sols designava l'erudit o el col·leccionista interessat en les antiguitats.
L'ofici demana un bon coneixement tant del mercat com de la història de l'art, entre altres raons perquè l'antiquari ha de garantir l'autenticitat d'allò que posa a la venda.

## Els antiquaris a Catalunya. Història recent
El Gremi d'antiquaris de Catalunya es va constituir l'any 1981 com a resultat de la fusió del Gremi d'Antiquaris de Barcelona, que s'havia creat el 1950, i del Gremi d'Antiquaris de les Comarques Tarragonines. El seu president, des del 21 de gener del 2014, és en Carles Xarrié.